# المعمورة (تونس)

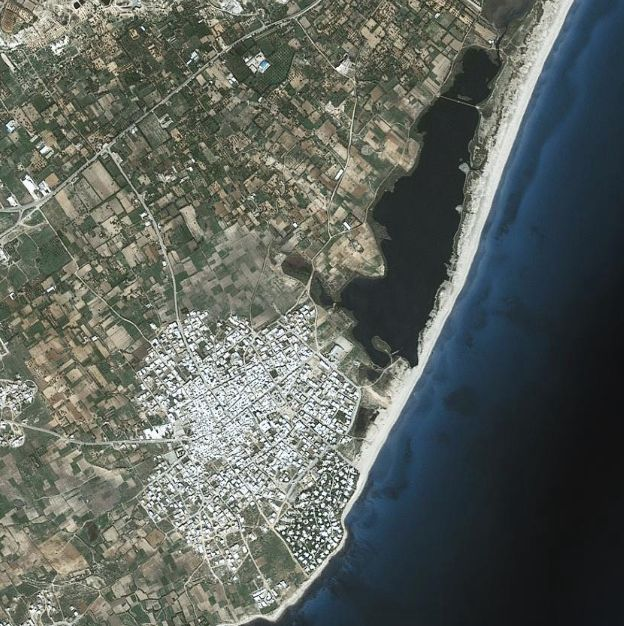
صورة فضائية تظهر سبخة المعمورة (في الأعلى) ومدينة المعمورة (في الأسفل)

المَعْمُورَة مدينة ساحلية تونسية تقع بولاية نابل، يقع قربها رأس المعمورة.
تبعد مدينة المعمورة عن مركز الولاية التابعة لها وهي نابل 7 كيلومترات وعن المعتمدية التابعة لها وهي بني خيار 2 كيلومترات أما عن العاصمة تونس 75 كيلومترا.
اسم المعمورة صفة من عمّر فيقال بيت معمور ودار معمورة وأرض معمورة بمعنى مسكونة.
وحسب كتاب الإدريسي «نزهة المشتاق في اختراق الآفاق» فإن الاسم القديم للمدينة هو «توسيهان» وقد قامت على أنقاض مدينة رومانية قديمة.
يبلغ عدد سكان المعمورة 8.200 ساكنا حسب الإحصائيات الرسمية لسنة 2019 إلا أن هذا العدد يتضاعف ظرفيا خلال فصل الصيف تبعا لكون مدينة المعمورة قبلة للسياح التونسيين.
تتميز مدينة المعمورة بمناخ معتدل نظرا للتأثير المباشر والفعال للبحر الذي يحدها من ثلاث جهات.

### مواضيع ذات علاقة
- موقع مدينة المعمورة على الواب.
- رأس المعمورة.
- سبخة المعمورة.
- ولاية نابل.